# Memoriał Eugeniusza Nazimka 2011
Memoriał im. Eugeniusza Nazimka 2011 - 28. edycja turnieju w celu uczczenia pamięci polskiego żużlowca Eugeniusza Nazimka, który odbył się dnia 4 września 2011 roku. Turniej wygrał Rafał Okoniewski.

## Wyniki
- Stadion Stali Rzeszów, 4 września 2011
- NCD: Dawid Stachyra - 67,23 w wyścigu 2
- Sędzia: Michał Stec

| Msc. | Zawodnik              | Klub    | Pkt  |             |  |
| ---- | --------------------- | ------- | ---- | ----------- |  |
| 1    | (5) Rafał Okoniewski  | Rzeszów | 10+3 | (2,3,2,3)   |  |
| 2    | (10) Dawid Lampart    | Rzeszów | 9+2  | (2,1,3,3)   |  |
| 3    | (6) Dawid Stachyra    | Gdańsk  | 9+1  | (3,3,1,2)   |  |
| 4    | (1) Maciej Kuciapa    | Rzeszów | 10+d | (3,2,2,3)   |  |
| 5    | (4) Paweł Miesiąc     | Lublin  | 7    | (1,1,3,2)   |  |
| 6    | (8) Karol Baran       | Lublin  | 7    | (1,2,3,1)   |  |
| 7    | (12) Jacek Rempała    | Łódź    | 5    | (3,0,1,1)   |  |
| 8    | (9) Mariusz Fierlej   | Lublin  | 5    | (1,0,2,2)   |  |
| 9    | (7) Rafał Trojanowski | Łódź    | 4    | (0,3,wsu,1) |  |
| 10   | (2) Tomasz Rempała    | Równe   | 3    | (0,2,1,0)   |  |
| 11   | (3) Marcin Rempała    | Opole   | 2    | (2,0,0,0)   |  |
| 12   | (11) Łukasz Kret      | Rzeszów | 1    | (0,1,0,0)   |  |

Bieg po biegu
1. [68,07] Kuciapa, M.Rempała, Miesiąc, T.Rempała
2. [67,23] Stachyra, Okoniewski, Baran, Trojanowski
3. [67,81] J.Rempała, Lampart, Fierlej, Kret
4. [67,18] Okoniewski, Kuciapa, Kret, Fierlej
5. [68,29] Stachyra, Baran, Lampart, M.Rempała
6. [68,65] Trojanowski, T.Rempała, Miesiąc, J.Rempała
7. [68,16] Lampart, Kuciapa, STachyra, M.Rempała
8. [68,90] Baran, Okoniewski, T.Rempała, Kret
9. [68,52] Miesiąc, Fierlej, J.Rempała, Trojanowski
10. [68,86] Kuciapa, Miesiąc, Baran, Kret
11. [68,05] Lampart, Stachyra, J.Rempała, T.Rempała
12. [68,42] Okoniewski, Fierlej, Trojanowski, M.Rempała

### Finał - Bieg o Puchar XX-lecia firmy Marma Polskie Folie
1. [67,91] Okoniewski, Lampart, Stachyra, Kuciapa